# César 1979
Die 4. Verleihung der Césars fand am 3. Februar 1979 im Konzertsaal Salle Pleyel in Paris statt. Präsident der Verleihung war der Schauspieler und Regisseur Charles Vanel. Ausgestrahlt wurde die Verleihung, die von Pierre Tchernia zusammen mit Francis Huster, Jean Poiret, Jean-Claude Brialy und Peter Ustinov moderiert wurde, vom öffentlich-rechtlichen Fernsehsender Antenne 2, dem heutigen France 2.
In fünf Kategorien nominiert, konnte sich Christian de Chalonges Filmdrama Das Geld der anderen als bester Film und in der Kategorie Beste Regie gegen die Konkurrenz durchsetzen. Die mit großem Abstand meisten Nominierungen, insgesamt elf, hatte Claude Sautets Filmdrama Eine einfache Geschichte, für das Romy Schneider nach der Auszeichnung für Nachtblende im Jahr 1976 ihren zweiten César als beste Hauptdarstellerin entgegennehmen durfte. Ebenfalls in dieser Kategorie nominiert waren Anouk Aimée, Annie Girardot und Isabelle Huppert. Michel Serrault war sowohl als bester Nebendarsteller für Das Geld der anderen als auch als bester Hauptdarsteller für die Filmkomödie Ein Käfig voller Narren nominiert, für die er letztlich den César erhielt. Claude Brasseur war wiederum als bester Hauptdarsteller und bester Nebendarsteller für dieselbe Rolle in Eine einfache Geschichte nominiert, unterlag jedoch in beiden Kategorien Serrault bzw. Jacques Villeret. Einer der drei an diesem Abend vergebenen Ehrenpreise ging an Walt Disney.

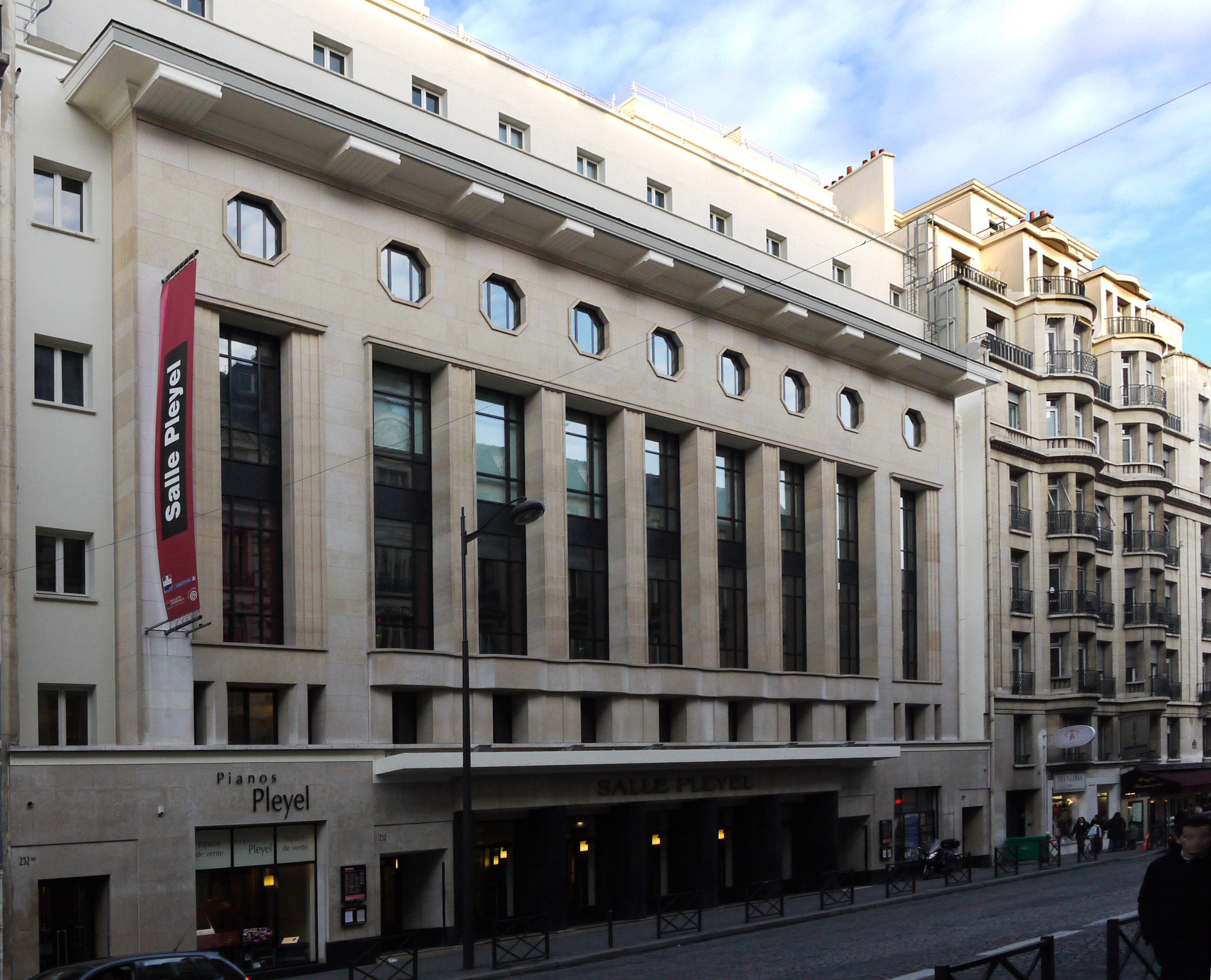
Der Konzertsaal Salle Pleyel, der Veranstaltungsort der Verleihung

## Gewinner und Nominierungen
| Statistik (Filme mit mehr als einer Nominierung) N=Nominierung; A=Auszeichnung |    |   |
| Film                                                                           | N  | A |
| Eine einfache Geschichte                                                       | 11 | 1 |
| Das Geld der anderen                                                           | 5  | 2 |
| Molière                                                                        | 5  | 2 |
| Zucker, Zucker!                                                                | 5  | 0 |
| Ohne Datenschutz                                                               | 4  | 2 |
| Violette Nozière                                                               | 4  | 1 |
| Die letzte Ausgabe                                                             | 2  | 0 |
| Lautlose Angst                                                                 | 2  | 0 |

### Bester Film (Meilleur film)
Das Geld der anderen (L’argent des autres) – Regie: Christian de Chalonge
- Ohne Datenschutz (Le dossier 51) – Regie: Michel Deville
- Molière – Regie: Ariane Mnouchkine
- Eine einfache Geschichte (Une histoire simple) – Regie: Claude Sautet

### Beste Regie (Meilleur réalisateur)
Christian de Chalonge – Das Geld der anderen (L’argent des autres)
- Michel Deville – Ohne Datenschutz (Le dossier 51)
- Ariane Mnouchkine – Molière
- Claude Sautet – Eine einfache Geschichte (Une histoire simple)

### Bester Hauptdarsteller (Meilleur acteur)
Michel Serrault – Ein Käfig voller Narren (La cage aux folles)
- Claude Brasseur – Eine einfache Geschichte (Une histoire simple)
- Jean Carmet – Zucker, Zucker! (Le sucre)
- Gérard Depardieu – Zucker, Zucker! (Le sucre)

### Beste Hauptdarstellerin (Meilleure actrice)
Romy Schneider – Eine einfache Geschichte (Une histoire simple)
- Anouk Aimée – Meine erste Liebe (Mon premier amour)
- Annie Girardot – Die Klassenlehrerin (La clé sur la porte)
- Isabelle Huppert – Violette Nozière

### Bester Nebendarsteller (Meilleur acteur dans un second rôle)
Jacques Villeret – Ein Mann sucht eine Frau (Robert et Robert)
- Claude Brasseur – Eine einfache Geschichte (Une histoire simple)
- Jean Carmet – Zucker, Zucker! (Le sucre)
- Michel Serrault – Das Geld der anderen (L’argent des autres)

### Beste Nebendarstellerin (Meilleure actrice dans un second rôle)
Stéphane Audran – Violette Nozière
- Arlette Bonnard – Eine einfache Geschichte (Une histoire simple)
- Nelly Borgeaud – Zucker, Zucker! (Le sucre)
- Éva Darlan – Eine einfache Geschichte (Une histoire simple)

### Bestes Drehbuch (Meilleur scénario original ou adaptation)
Gilles Perrault und Michel Deville – Ohne Datenschutz (Le dossier 51)
- Georges Conchon und Jacques Rouffio – Zucker, Zucker! (Le sucre)
- Christian de Chalonge und Pierre Dumayet – Das Geld der anderen (L’argent des autres)
- Claude Sautet und Jean-Loup Dabadie – Eine einfache Geschichte (Une histoire simple)

### Beste Filmmusik (Meilleure musique écrite pour un film)
Georges Delerue – Frau zu verschenken (Préparez vos mouchoirs)
- Antoine Duhamel – Roland (La chanson de Roland)
- Pierre Jansen – Violette Nozière
- Philippe Sarde – Eine einfache Geschichte (Une histoire simple)

### Bestes Szenenbild (Meilleurs décors)
Guy-Claude François – Molière
- Jacques Brizzio – Violette Nozière
- François de Lamothe – Das Freudenhaus in der Rue Provence (One, Two, Two: 122, rue de Provence)
- Théo Meurisse – Sale rêveur

### Beste Kamera (Meilleure photographie)
Bernard Zitzermann – Molière
- Néstor Almendros – Das grüne Zimmer (La chambre verte)
- Jean Boffety – Eine einfache Geschichte (Une histoire simple)
- Pierre Lhomme – Die letzte Ausgabe (Judith Therpauve)

### Bester Ton (Meilleur son)
William Robert Sivel – Lautlose Angst (L’état sauvage)
- Alix Comte – Molière
- Pierre Lenoir – Eine einfache Geschichte (Une histoire simple)
- Harald Maury – Die letzte Ausgabe (Judith Therpauve)

### Bester Schnitt (Meilleur montage)
Raymonde Guyot – Ohne Datenschutz (Le dossier 51)
- Henri Lanoë – Mord in Barcelona (Un papillon sur l’épaule)
- Jean Ravel – Das Geld der anderen (L’argent des autres)
- Geneviève Winding – Lautlose Angst (L’état sauvage)

### Bester Kurzfilm (Meilleur court métrage de fiction)
Dégustation maison – Regie: Sophie Tatischeff
- Jeudi 7 avril – Regie: Peter Kassovitz
- Le chien de Monsieur Michel – Regie: Jean-Jacques Beineix
- L’ornière – Regie: François Dupeyron

### Bester animierter Kurzfilm (Meilleur court métrage d’animation)
La traversée de l’Atlantique à la rame – Regie: Jean-François Laguionie
- L’anatomiste – Regie: Yves Brangolo
- Le phénomène – Regie: Paul Dopff

### Bester dokumentarischer Kurzfilm (Meilleur court métrage documentaire)
L’arbre vieux – Regie: Henri Moline
- Chaotilop – Regie: Jean-Louis Gros
- Tibesti Too – Regie: Raymond Depardon

### Bester ausländischer Film (Meilleur film étranger)
Der Holzschuhbaum (L’albero degli zoccoli), Italien/Frankreich – Regie: Ermanno Olmi
- Herbstsonate (Höstsonaten), Schweden – Regie: Ingmar Bergman
- Julia, USA – Regie: Fred Zinnemann
- Eine Hochzeit (A Wedding), USA – Regie: Robert Altman

## Ehrenpreis (César d’honneur)
- Marcel Carné, französischer Regisseur und Drehbuchautor
- Walt Disney, US-amerikanischer Filmproduzent
- Charles Vanel, französischer Schauspieler und Regisseur